# 熊崎結萌
熊崎 結萌（くまざき ゆめ、1999年6月12日 - ）は、テレビ静岡の女性アナウンサー。

## 来歴
神奈川県横浜市出身。中央大学附属横浜高等学校、中央大学法学部法律学科卒業。
大学を卒業後、2022年にテレビユー福島に入社。報道制作局報道部に配属され、同期の平岡沙理とともに同局のアナウンサーになる。同年5月11日には、『ひるおび』内の『JNNニュース』で放送されるローカルニュースで初鳴きを果たした。
2023年10月、テレビ静岡へ移籍。

## 人物
高校在学時には生徒会の副会長をしていた。後に岡山放送 (OHK) のアナウンサーになる中塚美緒は、生徒会での先輩であった。
大学時代には、チアリーディング部で活動する傍らでテレビ朝日アスクにも通い、テレビ局にも学生スタッフとして勤務していた。また、大学3年時に学内のミスコン（ミスキャンパス）『Mr.&Miss Chuo Contest 2020』に出場し、ファイナリストに選出された。

## 担当番組
- ニュース番組[1]
- なんでかんで見っせ！[4]
- Nスタふくしま[4]